# Laureano Brizuela (pintor)
Para su nieto, el cantante argentino consulte Laureano Brizuela (cantante).
Laureano Brizuela (Catamarca, 12 de junio de 1891 – ibídem, 24 de julio de 1951) fue un pintor y fotógrafo argentino.
En su juventud estudió fotografía artística en la ciudad de Santa Fe, con un maestro en esa especialidad.
Logró presentar algunas de sus fotografías en certámenes nacionales e internacionales, donde recibió premios.
Obtuvo medalla de plata en la muestra de fotografía realizada en la Ciudad de Panamá en homenaje a la apertura del Canal de Panamá.
En 1915 también recibió medallas de oro, plata y Diploma de Honor en una exposición en San Francisco (California).
También estudió dibujo y pintura con el pintor bonaerense Jorge Bermúdez.
Su producción se basó en pintura en caballete y fotografía.
En esa época se enroló en el Partido Socialista lo que generó roces con su familia y sus contactos laborales, de ideas conservadoras.
En la pintura su tema predilecto fue el paisaje. Participó en numerosas exposiciones individuales y colectivas. 
En 1938 colaboró en la organización del Primer Salón del Norte Argentino.
En Catamarca fue fundador y primer director de la Comisión de Cultura de la Escuela de Bellas Artes, que funcionaba en el edificio que hoy alberga al museo que lleva su nombre.
Brizuela desempeñó ad honorem desde su creación hasta su muerte el cargo de director del museo.
Fue profesor de dibujo.
También fundó la Liga de Fútbol de Catamarca y fue miembro del Tribunal de Penas.

En 1951 pinto un retrato de Evita para obsequirlo debido a la lucha de la primera dama en pos de los derechos de la mujer y los más desfavorecidos. Dicha obra sería destruida por el golpe de Estado de 1955 junto con algunas obras del artistas que fueron destruidas por la dictadura autodenominada Revolución Libertadora.

## Premios
En 1920 obtuvo el «Premio a la mejor obra de carácter nacional» otorgado por El Círculo (en Rosario, provincia de Santa Fe) y en 1921 recibió el primer premio en la exposición organizada por la misma institución santafesina.
En los años 1922 y 1923 obtuvo el Diploma de honor en la Exposición Internacional de Arte de Río de Janeiro (Brasil).
En 1926 expuso por primera vez en el XVI Salón Nacional de Bellas Artes, en Buenos Aires. A partir de allí pasó a ser un asiduo concurrente de ese salón, lo que le permitió ingresar en importantes galerías y colecciones privadas.
La embajada argentina en Washington D. C. (Estados Unidos) posee algunas de sus obras.

## Óleos
- La chacarita de los padres.
- Otoño en Choya.
- Día gris en Pomancillo, que en 1938 fue adquirido por la Comisión Nacional de Bellas Artes, de Buenos Aires.
- Historia de un día (serie de óleos).
- Capilla del Rosario, inspirada en una reliquia arquitectónica de la provincia.
- 1938: Tarde gris.[4]
- Paisaje de Belén.

Falleció en Catamarca 24 de julio de 1951.

## Museo de Bellas Artes «Laureano Brizuela»
Se encuentra en la calle San Martín 316, en el centro de la ciudad de Catamarca.
En sus salas hay obras de 
Carlos Alonso,
Antonio Berni (1905-1981),
Laureano Brizuela,
fray Guillermo Butler (1880-1961),
Emilio Caraffa (1862-1939),
Alberto Delmonte (1933–),
Benito Quinquela Martín (1890-1977),
Raúl Soldi (1905-1994) y
Francisco Vidal (1898-1980).
Cuenta con alrededor de 300 pinturas y 30 esculturas, además de dibujos y grabados.
Posee una biblioteca especializada en arte.